# Zams
Zams es una localidad del distrito de Landeck, en el estado federal de Tirol, Austria, con una población estimada a principio de 2018 de 3409 habitantes. 
Se encuentra ubicada al suroeste del estado, al oeste de la ciudad de Innsbruck —la capital del estado—, en el valle del río Eno y cerca de la frontera con Suiza, Italia y con el estado de Vorarlberg.
Esta localidad destaca por sus grandes zonas verdes, además de estar rodeado de montañas lo que hace ser un lugar paradisíaco, podemos destacar como monumentos y lugares destacados el castillo de Burg Kronburg y la iglesia de Wallfahrtskirche Maria-Hilf-Kronburg. 
Las ciudades y pueblos colindantes o más cercanos a esta localidad son: 
Landeck a 2,8 km 
Stanz bei Landeck a 3 km 
Fließ 5,2 km 
Grins 5,9 km 
Pians a 6,4 km 
Schönwies a 6,6 km  
Tobadill a 6,8 km 
Mils bei Imst a 8,4 km  
Imsterberg 9,8 km 
Strengen a 10,3 km 
Ladis 10,4 km 
Faggen 10,6 km 
El clima que más se acerca a la climatología de Zams es el clima polar, clasificado por la clasificación climática de Köppen: ET. Aunque la vegetación es abundante en esta localidad, se considera polar dada sus bajas temperaturas, siempre en torno a los 0 °C por su gran latitud, además de tener abundantes bocanadas de aire aunque este rodeado de montañas por la mayoría de sus límites espaciales.